# 6.5×47mmラプア
6.5×47mmラプア（英：6.5×47mm Lapua、6.5×47mm）はライフル実包。2005年に装弾メーカーのナーモ・ラプアとスイスのライフルメーカーのグリューニッヒ&エルミガーによって、特に300–1000メートルの射撃競技用として開発された。

## 特徴
この実包には次に挙げるものを含めて多くの特徴がある: 
- 薬室の寸法は標的射撃用の弾頭に最適化されている[3]。
- 高い圧力の水準 (435 MPa / 63,091 psi) と最適化された薬量が大きな速度と平坦な軌道を実現している。
- 6mm Norma BR に比べて銃身の摩耗が小さい[4]。
- 7.62×51mm とベース径および全長が近いため、同じボルト・ヘッドを使用でき、また同様のショート・アクションと弾倉に適合する。

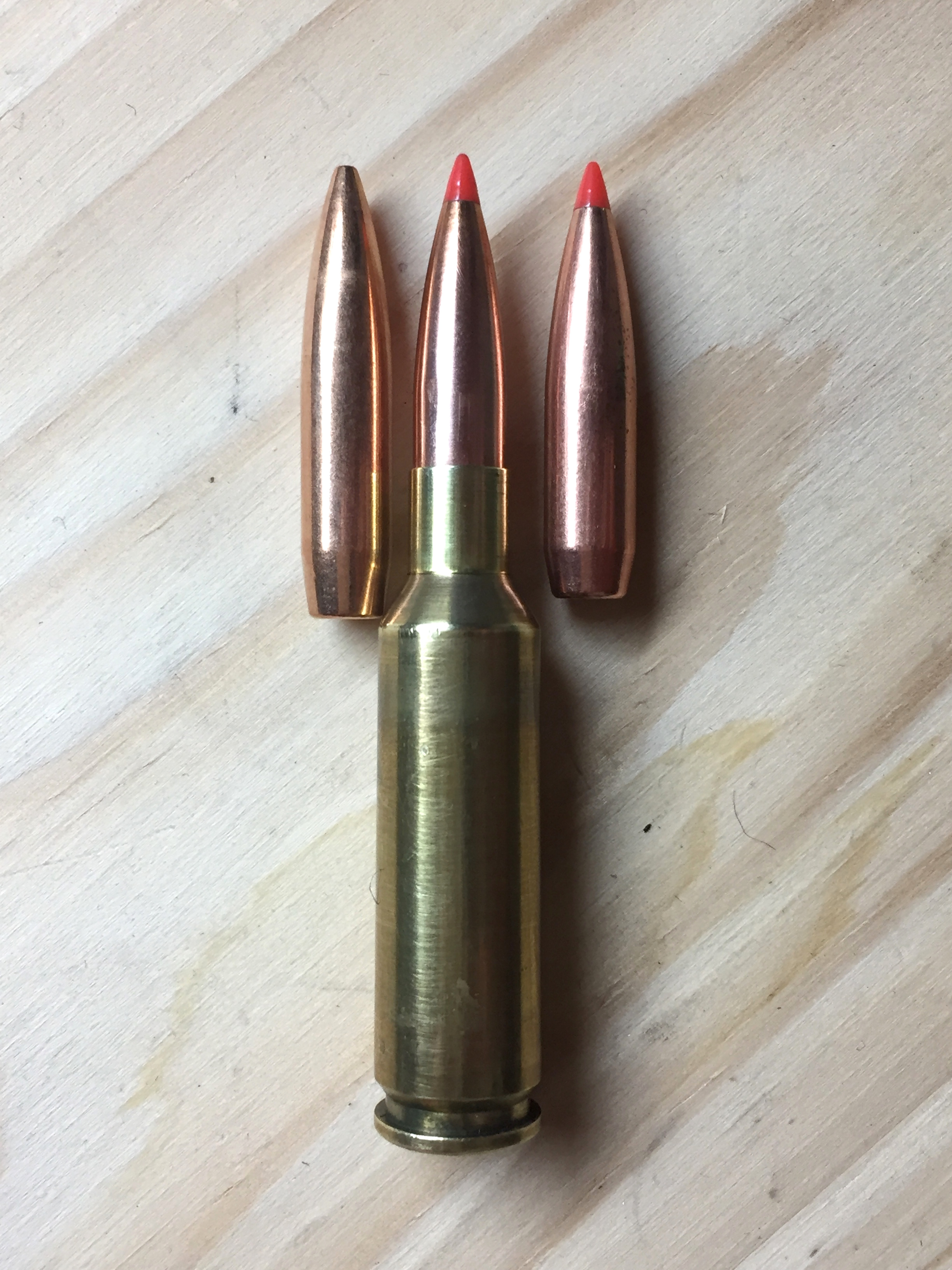
6.5x47では短い長さのおかげで、弾頭の底がネックの下に位置することなく射撃用の非常に長い弾頭を装着できる。これによって、20回を超えて使用された多くの薬きょうにみられる恐ろしいドーナツ問題を回避することができ、この薬きょうはドーナツ問題を回避して30回以上使用することができる。左から右に: Lapua FMJ 144gr、COAL 2.71 in の Hornady 123gr、Hornady 123gr A-Max。

## 歴史
6.5x47mmラプアには直接の親となる薬きょうは存在しない。これはスモール・ライフル雷管でこの大きさと寸法の似たような実包が存在しないことから明らかである。この実包はスイスのライフルメーカーであるグリューニッヒ&エルミガーから多くの支援を受けてラプアが設計した。またこの実包は多くの特徴を 6mm PPC から真似ており、これはこの実包が本質的に精度が高いことを示している。

## 性能
6.5×47mm はラプアによる標的・戦術射撃における 6.5mm 実包の精度、銃身寿命、薬きょうの容量の最適化に端を発して設計された。6.5×47mm は薬きょうの体積が小さいため.260レミントンのような 6.5mm/.260 実包よりもわずかに遅い速度となっている。 en:Precision Rifle Blog の記事によると、プリシジョン・ライフル・シリーズ (PRS) の上位100人の射手に対する調査によって6.5mmクリードモアは 6.5x47mm よりも平均して 50 ft/s 速いことがわかった。2015年の PRS 競技において 6.5x47mm は3分の2を超える競合する実包を打ち負かし、最も人気のある実包であった。
6.5×47mm の薬室の圧力は 63100 psi で、.260レミントンの最大定格圧力よりもわずかに高い。

## 競技
6.5x47 は多くの記録を獲得しており、そのほとんどは600ヤードにおけるものである。Erik Cortina は6.5×47ラプア (RL17) で300ヤードのクラブ記録を破った。それまでの記録が 599-32X だったのに対し、Cortina は 600-49X を記録した。2016年の夏、Mike Gaizauskas は10発のグルーピングで2.856インチを記録し、これまでの6mmダッシャーによる記録を破った 。アメリカにおいては Kevin Nevius が600ヤード20発 (伏射、サイト自由) 競技で満点200 (20X) を記録し、ハイ・パワー・ライフル競技の NRA 国際記録を更新した。Nevius は 136 gr の Scenar-L OTM と VV N150 火薬の6.5x47ラプアを使用していた。6.5x47 PRS の今年度の競技においても主要な口径となっていて、上位10において他の競合するすべての実包を打ち負かし、他の順位においても3分の2を超えて優勢となった。
6.5x47はメタリック・シルエット射撃においても非常に人気がある。2014年の NRA Nation Championship における調査によると、6.5x47はハイ・パワー・ライフルとハイ・パワー・ハンター・ライフル競技で2番目に人気のある口径として挙げられている。
6.5x47は英国のベンチレスト射撃で600ヤード5発のグルーピングで、前の記録1.437インチを破って1.058インチという新記録を樹立した。

## 派生
6.5x47の発表からすぐに、射手たちは 6mm にネック・ダウンすることによってこの薬きょうを新しいワイルドキャット実包のベースとした。このワイルドキャット実包は、似たような薬きょうだがラージ・ライフル雷管の6x47スイス・マッチとの混同を避けて 6-6.5x47 と呼ばれている。この他に普及している派生としては40度ショルダーのネック・ダウンがある。PTG はこのリーマーを販売しており、標準の 6-6.5x47 よりも約 100 ft/s 速い弾速を得られることを示している。